# Сантюль III (виконт Беарна)
Сантюль III (фр. Centulle, баск. Zentulo, лат. Centuli; умер около 1004 года) — виконт Беарна с ок. 984 года, виконт Олорона с 1002 года, сын виконта Гастона I.

## Биография
Известно о Сантюле очень мало. Он наследовал в Беарне своему отцу около 984 года.
Сантюль упомянут вместе с сыном в датированной 993 годом хартии о восстановлении располагавшегося на территории Беарна монастыря Сен-Север, данной герцогом Гаскони Гильомом Саншем. Сантюль также делал пожертвования в аббатство Сен-Венсан-де-Люк.
Около 1002 года Сантюль захватил виконтство Олорон, которое оставалось под его управлением до самой смерти. Умер Сантюль около 1004 года, после чего Олорон был возвращён своему законному правителю Анеру II Лупу.

## Брак и дети
Имя жены Сантюля неизвестно. Единственный сын от этого брака:
- Гастон II (ум. до 1022), виконт Беарна с ок. 1004

Монлезён указывает у Сантюля ещё двух сыновей, путая Сантюля III с его внуком, Сантюлем IV. Также, по мнению Монлезёна, у Сантюля была дочь Гийермина, жена «кастильского инфанта Санчо».